# Stadion auf dem Wurfplatz
Das Stadion auf dem Wurfplatz (oder auch kurz Amateurstadion) ist ein Fußballstadion im Berliner Ortsteil Westend. Es liegt unweit des Olympiastadions in der Friedrich-Friesen-Allee, an der Stelle des ehemaligen Wurfplatzes des Deutschen Sportforums auf dem Olympiagelände. Es wird hauptsächlich von der zweiten Mannschaft sowie den Nachwuchsmannschaften von Hertha BSC genutzt.

## Geschichte
Das Stadion wurde am 29. Juli 2004 eröffnet und ist die Heimspielstätte der zweiten Männermannschaft von Hertha BSC und weiterer Nachwuchsmannschaften (hauptsächlich U19 und U17) des Clubs. Zu Spielen mit größerem Zuschauerinteresse zog Hertha BSC II in den gegenwärtig im Umbau befindlichen Friedrich-Ludwig-Jahn-Sportpark im Bezirk Pankow um.
Während der Fußball-Weltmeisterschaft 2006 trainierte die deutsche Fußballnationalmannschaft auf der Anlage. Von 2010 bis 2018 fand das Finale im DFB-Junioren-Vereinspokal im Amateurstadion statt, jeweils am Nachmittag direkt vor dem DFB-Pokalfinale. Die Berlin Thunder aus der ELF trug 2021 ihre ersten beiden Spiele hier aus, bevor das Team in den Friedrich-Ludwig-Jahn-Sportpark umzog. Von 2021 bis Dezember 2022 nutzte die Regionalligamannschaft der VSG Altglienicke das Stadion auf dem Wurfplatz, da das eigene Stadion in Altglienicke nicht regionalligatauglich ist. Der Berliner Rugby Club nutzte die Spielstätte zeitweise ebenfalls für seine Partien.

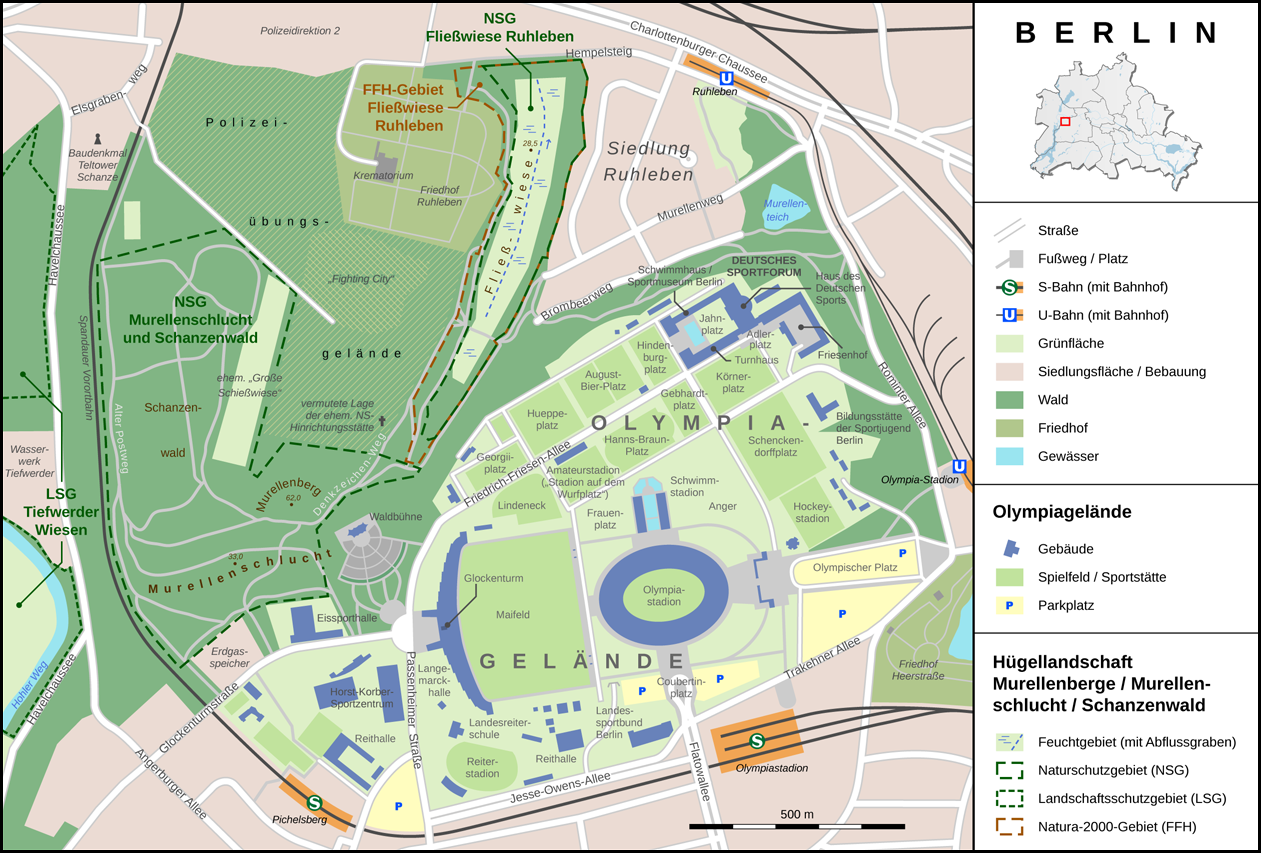
Lage des Amateurstadions auf dem Berliner Olympiagelände

## Ausstattung
Das Stadion auf dem Wurfplatz bietet Platz für 5400 Zuschauer. Neben den 4300 Stehplätzen gibt es 1100 Sitzplätze, davon sind 750 überdacht. Es verfügt über eine Beregnungsanlage und ein für Fernsehübertragungen geeignetes Flutlicht. Zur Anlage gehört ein moderner Tribünentrakt, der insgesamt acht Kabinen und einen kleinen Kiosk beherbergt. Durch diesen Teil des Ensembles ist es möglich, insgesamt vier Spiele auf dem Olympiagelände gleichzeitig stattfinden zu lassen. Das Stadion verfügt über Trainingsbeleuchtung, eine Beregnungsanlage und weist dieselben Maße auf, wie das benachbarte Olympiastadion und die beiden Trainingsplätze der Hertha-Profis auf dem Schenckendorff-Platz (105 m × 68 m).